# О'Брайън (окръг, Айова)
Окръг О'Брайън (на английски: O'Brien County) е окръг в щата Айова, Съединени американски щати. Площта му е 1163 km², а населението – 42 405 души. Административен център е град Примгар.